# Ernst Schulze (Dichter)

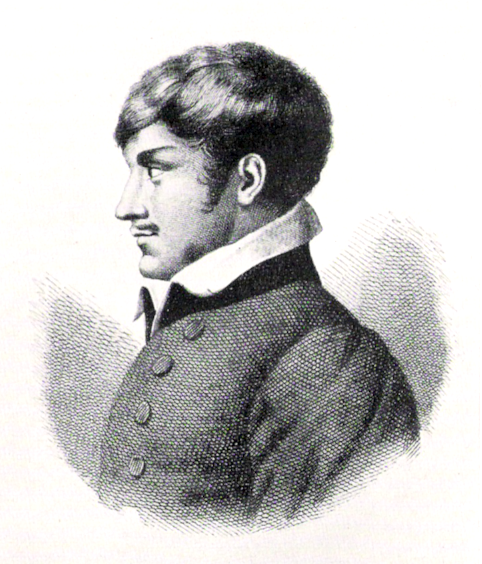
Ernst Schulze, Kupferstich von 1816

Ernst Conrad Friedrich Schulze (* 22. März 1789 in Celle; † 29. Juni 1817 ebenda) war ein deutscher Dichter der Romantik.

## Leben

### Kindheit und frühe Jugend

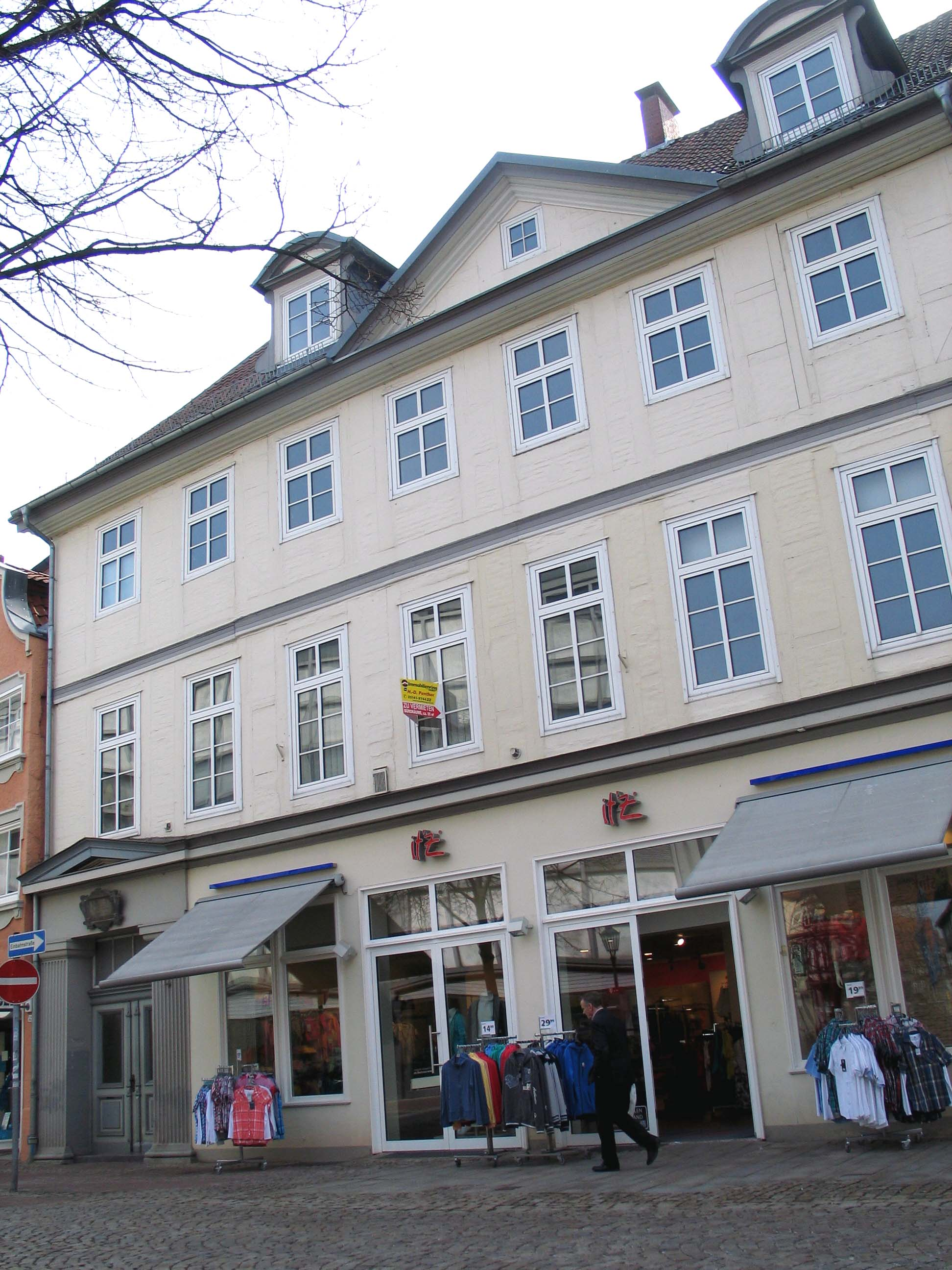
Geburts- und Sterbehaus des Dichters am heutigen Robert-Meyer-Platz 1 (früher: Großer Plan 1) in Celle

Ernst Schulze wurde als Sohn des Celler Bürgermeisters Ernst Friedrich Wilhelm Schulze geboren. Als er zwei Jahre alt war, starb seine Mutter. Um seine Erziehung konnten sich seine nachfolgenden Stiefmütter kaum kümmern. Die Schule – er besuchte das Celler Ernestinum – konnte diese Mängel zunächst nicht ausgleichen.

„Ungefähr bis in mein vierzehntes Jahr wurde ich zu Hause für ein ganz gutmüthiges, aber höchst unnützes Kind und zu allen Dingen unbrauchbares Geschöpf gehalten, weil meine Kleider immer in den ersten Tagen zerrissen, meine Bücher, sobald ich sie erhalten hatte, verloren waren, weil ich alle Aufträge verkehrt besorgte, nie etwas Neues wußte, das Rechnen nicht lernen konnte und über keine Sache im gewöhnlichen Leben vernünftig zu reden verstand.“

Einerseits fand er Erfolg in der Rolle eines tollkühnen Rädelsführers im Kreis seiner Altersgenossen, andererseits begab er sich in eine neue poetische Welt, indem er sich als Sechzehnjähriger in Rittergeschichten, Feenmärchen und verschiedenste französische Literatur vertiefte sowie auf einsamen Wanderungen Moor- und Heidelandschaften durchstreifte.

„Ich lebte ganz meinen Phantasien und war auf dem Wege, ein ganz unheilbarer Schwärmer zu werden“

Trotz dieser Tendenzen konnte Schulze als einer, „den seine Imagination in Tändeleyen und Träumereien einwigt, und es ihm nicht möglich läßt, für die Vorträge seiner Lehrer aufmerksam zu sein“, mit Hilfe der Schule etwas Ordnung in sein Leben bringen.

### Studium
Mit 17 Jahren schrieb sich Schulze an der Theologischen und der Philosophischen Fakultät der Georg-August-Universität Göttingen ein. Bereits im ersten Semester widmete er sich hauptsächlich der Philosophie, Philologie, Literaturgeschichte und Ästhetik und gab 1808 das Theologiestudium auf. Hier wurde er Mitglied des Corps Hannovera. In seiner späteren Promotionsschrift listete er wichtige Anregungen während des Studiums auf: das elegante Schreiben in der Muttersprache, das Lesen und Interpretieren des Neuen Testamentes und der Propheten, das Erlernen des Hebräischen, die Beschäftigung mit lateinischen Poeten und Schriftstellern – zumal Horaz, Vergil, Tacitus, Vellejus, Catull und Cicero – und mit der Literatur von Petrarca bis in die Moderne sowie mit der griechischen Poesie. Er studierte weitgehend selbstbestimmt und vernachlässigte die Vorlesungen. Schließlich entschloss er sich zu einem Brotstudium der Altphilologie, wohl wissend, dass es zu einer Selbstentfremdung von seinem Selbstverständnis als Poet kommen konnte. Seine ersten Sonette, Episteln und Elegien legte er Friedrich Bouterwek vor, einem seiner Professoren, dem er vertraute und der nach Schulzes Tod dessen erster Biograph wurde. Bouterwek veröffentlichte Schulzes Psyche, eine Nachdichtung von Apuleius’ Amor und Psyche, 1808 und 1810 in Teilen und 1819 im gesamten. Sein Urteil über Schulzes frühe Dichtungen lautete: „im Ganzen unbezweifelbare Beweise von wahrem Dichtertalent.“

### Promotion und Habilitation
Nach einem fast fünfjährigen Studium beantragte Schulze im Juni 1811 gleichzeitig Promotion und Habilitation bei der Philosophischen Fakultät. Eine voreilig gedruckte, als verworren angesehene Dissertationsschrift wurde nicht berücksichtigt. Stattdessen absolvierte Schulze eine Inauguraldisputation über elf vorgelegte, philosophische Thesen. Noch am Tag der Disputation, am 30. Januar 1811, wurde ihm das Diplom seiner Promotion ausgestellt. Die Erlaubnis zu dozieren erhielt er im März 1812, nachdem er seine dafür eingereichte Venia-Dissertation erfolgreich verteidigt hatte.

### Privatdozent und liebender Verehrer Cäcilie Tychsens

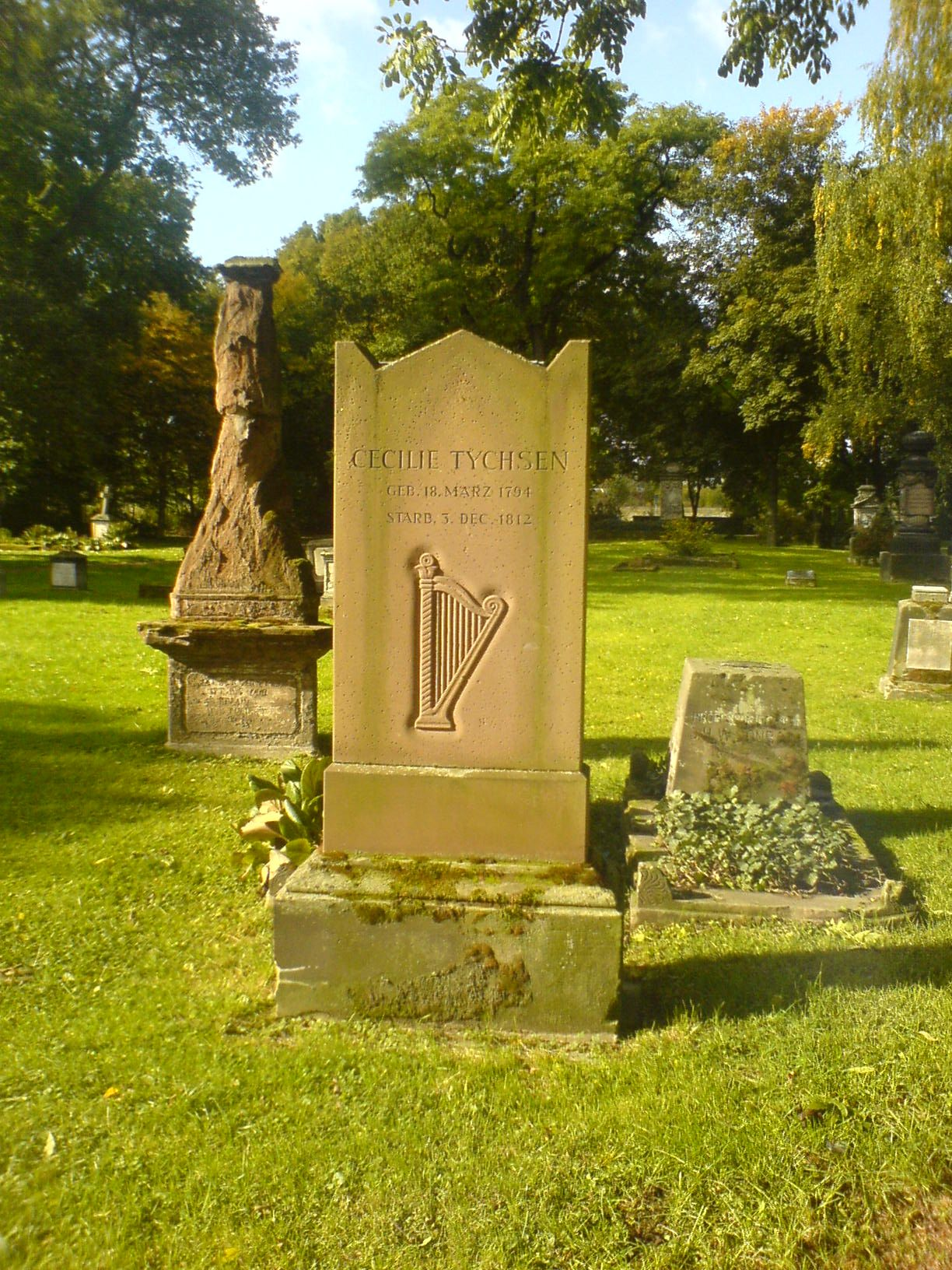
Grab von Cäcilie Tychsen in Göttingen

Schulzes erste Vorlesungen spiegeln zwar sein persönliches, poetologisches Interesse, langweilten ihn aber letztlich:
- „Ueber die Geschichte der lyrischen Poesie bey den Griechen“
- „Metrik […] und Prometheus des Aeschylus“

Wichtiger als seine ersten beruflichen Schritte als Privatdozent wurde seine Liebe zu Cäcilie (eigentlich Cecilie) Tychsen, der Tochter des Orientalisten und Theologen Thomas Christian Tychsen, die er kurz nach seiner Promotion als knapp 17-Jährige kennengelernt hatte. Cäcilie und ihre Schwester Adelheid (eigentlich Adelheit) galten als schön, musisch begabt und gebildet und wurden von vielen Männern der Göttinger Gesellschaft verehrt. Schulzes Leben wurde während seiner einjährigen Bekanntschaft mit Cäcilie grundlegend verändert. Auch sein Dichten erlebte eine Wende. Die unheilbar an Lungentuberkulose erkrankte Cäcilie rückte ins Zentrum seiner romantischen Sehnsucht. Aus tändelnden Empfindungen wurde für ihn unerwartet eine ernste Liebe, die er poetisch überhöhte. Cäcilie starb am 3. Dezember 1812. Wenig später schrieb Schulze:

„[…] in Cäcilien fand ich mich selbst, doch viel reiner, viel keuscher, viel schöner und herrlicher. Sie war Das, was ich vielleicht werden könnte, wenn es eine Unsterblichkeit gäbe, und wovon ich jetzt nur der Schatten bin.“

Auch bei ihm hatte sich zwischenzeitlich eine „Schwindsucht“ manifestiert.

„Ich bin krank. An Cäciliens Sterbetag habe ich Blut ausgeworfen, aber es wird sich bald geben.“

Fortan wurden Schulzes Leben und Dichten von seinen Gedanken an die Geliebte bestimmt, selbst als er schließlich Cäcilie in deren Schwester Adelheid wiedergefunden zu haben glaubte und diese mit seiner Liebe bestürmte.
1813 gelang es ihm, die seinem Förderer Bouterwek gewidmeten, frühen, meist vor 1813 entstandenen Gedichte, darunter die zwei Zyklen Elegieen und Episteln, erscheinen zu lassen.

### Teilnahme an den Befreiungskriegen
Cäcilie hatte die Franzosen als Besatzer gehasst und Schulzes frankophile und kosmopolitische Ansichten abgelehnt. Daher fühlte er sich im Gedenken an die Tote gedrängt, am Befreiungskampf gegen die Franzosen teilzunehmen. Ab Dezember 1813 leistete er ungefähr ein halbes Jahr lang freiwilligen Kriegsdienst. Wegen seiner fortschreitenden Tuberkulose konnte er sich in dieser Zeit, vor dem eigentlichen militärischen Einsatz, für knapp zwei Monate im Hause seines Mentors Friedrich Bouterwek erholen und arbeitete an dem im Januar 1813 begonnenen, seine verstorbene Geliebte glorifizierenden Epos Cäcilie weiter. Im Grubenhagenschen Jägerbataillon des Oberforstmeisters und Oberstleutnants Carl von Beaulieu-Marconnay nahm er schließlich an einigen Gefechten der Befreiungskriege teil.

### Unvereinbarkeit von Beruf und Dichtung
Bereits im ersten Berufsjahr hatte sich Schulzes geringes Engagement als Privatdozent und Wissenschaftler abgezeichnet. Nach der Rückkehr aus dem Kriegsdienst verstärkte sich diese Tendenz. Er stellte die Aufgaben des Gelehrten zurück und vertiefte sich bis zur Besessenheit in seine poetische Produktion. Die Hoffnung, eine Professur zu erhalten, zerschlug sich. Die zuständige Landesregierung war nicht davon zu überzeugen, dass er eine erfolgreiche Laufbahn als forschender und lehrender Altphilologie hätte beschreiten können. Er selbst verfolgte dieses Vorhaben nur halbherzig. Zu sehr stand er im Bann der Arbeit an seinen großen Versepen Cäcilie und Die bezauberte Rose. Daneben verfasste er weitere, kleinere Zyklen und Einzelgedichte, die oft um sein eigenes Befinden und seine Liebe zu Cäcilie bzw. Adelheid und um Liebe, Entsagung und Tod kreisen. Sein Tagebuch und seine Briefe, die bisher allerdings nur auszugsweise veröffentlicht worden sind, ergänzen die Gedichte. Sie zeigen ein hohes Maß an Selbsterkenntnis und Selbstanalyse und bestätigen seine innerlich zerrissene Verfasstheit, die auch im Äußeren zum Ausdruck kam. Auffallend häufig erwähnte er in vertraulichen Äußerungen seine verschiedenartigen Charaktere oder Rollen und jene Probleme, die ihm sein Rollenspiel einbrachte.
Auf größeren Wanderungen – so beispielsweise Ende September 1814 durch das Wesertal und im Herbst 1816 durch die Rhein- und Maingaue – entkam er alldem vorübergehend. Sein „Landstreichergenie“ brach sich Bahn und er konnte hoffen, „frei und fröhlich“ mit „ein wenig Liederlichkeit“ seinem eigentlichen Wesen wieder näher zu kommen und auch körperlich zu genesen.

### Tod in Celle

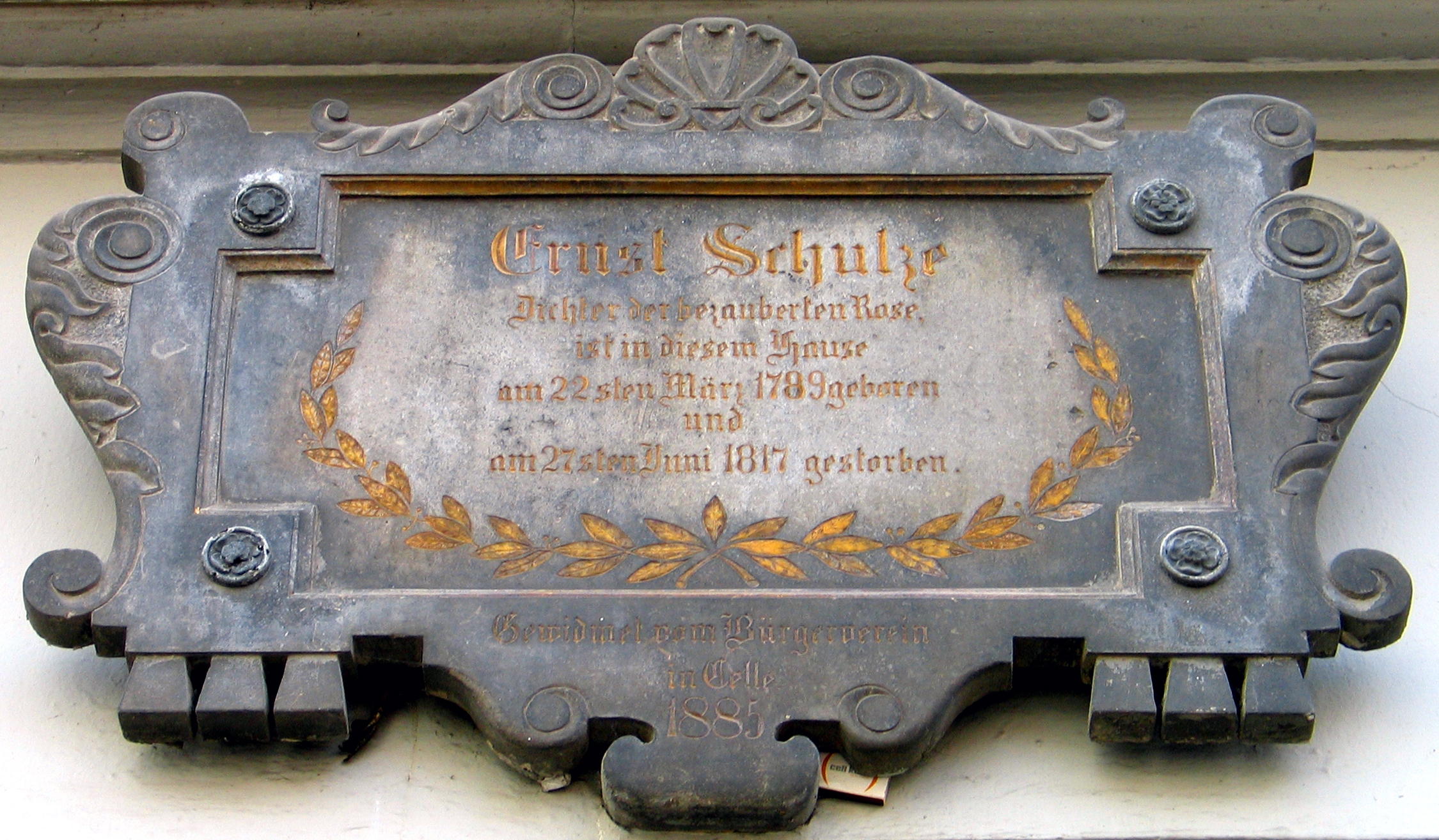
Gedenktafel vom „Bürgerverein in Celle“ von 1885

Nach der Rückkunft von seiner Rhein-Main-Wanderung ereilte ihn Ende November 1816 in Göttingen ein Blutsturz. Anfang 1817 sprach er in einem Brief die Hoffnung aus, „künftigen Sommer nach Italien zu gehen, um dort vielleicht mehrere Jahre zu bleiben“. Noch im März 1817 kündigte er für das Sommersemester drei Lehrveranstaltungen an. Doch sein gesundheitlicher Zustand wurde immer kritischer. Kurz vor Ostern holte ihn seine Stiefmutter nach Celle. Hier erreichte den Todkranken die Nachricht, dass er bei einem von dem Leipziger Verleger Brockhaus veranstalteten Preisausschreiben den 1. Preis im Bereich „poetische Verserzählung“ für Die bezauberte Rose gewonnen habe.
Schulze starb am 29. Juni 1817 und wurde in Celle auf dem Bürgerfriedhof beigesetzt.

## Werke

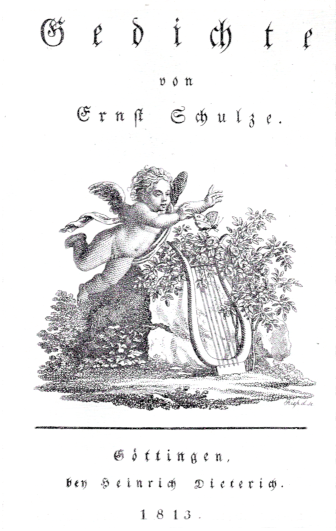
Titelblatt der einzigen Buchausgabe von Werken Schulzes zu seinen Lebzeiten

Weder von Schulzes dichterischem Werk noch von seinen Briefen und Tagebüchern gibt es bisher umfassende, kritische Ausgaben. Heutige Veröffentlichungen folgen meist der von Ernst Schulze selbst in Göttingen veröffentlichten Ausgabe der Gedichte (Elegieen, Episteln, Vermischte Gedichte) von 1813 und der von Friedrich Bouterwek posthum besorgten Ausgabe: Ernst Schulze's sämmtliche poetische Schriften, 4 Bände, Leipzig 1818–1820. Davon ließ Brockhaus Neuauflagen folgen.
Die Brockhausausgabe enthält:
Band 1:
- Caecilie, ein romantisches Gedicht in zwanzig Gesängen. Erster bis neunter Gesang

Band 2:
- Caecilie, ein romantisches Gedicht in zwanzig Gesängen. Zehnter bis zwanzigster Gesang

Band 3:
- Poetisches Tagebuch, vom 29sten Junius 1814 bis 17ten Februar 1817
- Reise durch das Weserthal 1814
- Psyche, ein griechisches Mährchen in sieben Büchern. Angefangen im Sommer 1807

Band 4:
- Elegieen
- Episteln
- Vermischte Gedichte
- Die bezauberte Rose. Romantisches Gedicht in drei Gesängen (Ausg. Leipzig 1820 online – Internet Archive)

## Rezeption
Ernst Schulze traf mit seinen Gedichten und poetischen Verserzählungen, für die er sich zu Anfang Johann Matthesons und Christoph Martin Wielands Werke als Vorbild genommen hatte, den Geschmack seiner Zeit. Die Mischung aus Natur- und Liebeslyrik und Vaterländischem erlebte schon kurz nach Schulzes Tod so breiten Zuspruch, dass Brockhaus mehrere Ausgaben der Sämmtlichen poetischen Werke herausbrachte. Zudem erschienen im Laufe des 19. Jahrhunderts einzelne Gedichte, Gedichtzyklen und Epen in gesonderten Einzeldrucken und wurden in viele Sprachen übersetzt. Den größten Erfolg zeitigte Die bezauberte Rose.
Schon in Schulzes Freundeskreis waren laienhafte Vertonungen einzelner Gedichte entstanden. Das früheste Lied dürfte Adelheid Tychsens Die Maiblümchen an Adelheid gewesen sein.
Bereits während Schulze noch lebte, wurden Gedichte von ihm in Wien verlegt. In Künstlerkreisen wurde Schulze dort rasch bekannt. Gedichte aus seinem Poetischen Tagebuch wurden in Wien begeistert gelesen und vertont.
Wirklich bedeutend wurden Franz Schuberts Vertonungen aus den Jahren 1825 bis 1827, die in ihrer textlichen Thematik und musikalischen Stilistik die später entstandene Winterreise vorbereiteten.
Dass Die bezauberte Rose trotz ihrer Handlungsarmut Beethoven als Opernsujet angeboten und tatsächlich von zwei eher unbedeutenden Komponisten als Oper vertont wurde, lag an deren überwältigendem Erfolg beim Lesepublikum.
Nach dem Ersten Weltkrieg gerieten Schulzes Werke weitgehend in Vergessenheit. Einzig zwei Veröffentlichungen eines Verwandten Cäcilie und Adelheid Tychsens von 1930 und 1965 erinnerten an ihn.
Neues Interesse an Schulzes Dichtungen entstand im Gefolge von Tonaufnahmen der Schubert'schen Schulze-Lieder. In Beiheften zu Schallplatten und CD-Veröffentlichungen wurde auch der Dichter Ernst Schulze gewürdigt.

## Vertonungen
Franz Schubert vertonte neun Gedichte Schulzes zu Sololiedern mit Klavierbegleitung. Die Gedichte stammen aus Schulzes Poetischem Tagebuch, das er vom 29. Juni 1813 bis zum 17. Februar 1817 führte.
Schubert hat eigene Titel gewählt. Die Schulze'schen Titel sind in Klammern gesetzt und folgen der Brockhaus-Ausgabe von 1822, die Schubert höchstwahrscheinlich benutzt hat.
- Der liebliche Stern D. 861, komponiert 1825 (Am 28sten April 1814)
- Im Walde D. 834, 1825 (Im Walde hinter Falkenhagen. Den 22sten July 1814)
- Auf der Bruck D. 853, 1825 (Auf der Bruck. Den 25sten July 1814)
- Um Mitternacht D. 862, 1825 (Am 5ten März 1815, Nachts um 12 Uhr)
- Im Frühling D. 882, 1826 (Am 31sten März 1815)
- Lebensmut D. 883, 1826 (Am 1ten Aprill 1815)
- An mein Herz D. 860, 1825 (Am 23sten Januar 1816)
- Über Wildemann D. 884, 1826 (Ueber Wildemann, einem Bergstädtchen am Harz. Den 28sten April 1816)
- Tiefes Leid, auch Im Januar 1817 D. 876, 1826 (Am 17ten Januar 1817)

Ein zehntes Lied, O Quell, was strömst du rasch und wild, D. 874, 1826 (?) (Die Blume und der Quell. Am 8ten Januar 1814) ist Fragment geblieben.
Im Frühling D. 882 und Auf der Bruck D. 853 gehören zum gängigen Schubert-Liedrepertoire. Die anderen Schulze-Vertonungen sind relativ unbekannt. In jüngerer Zeit sind mehrere Einspielungen der gesamten Liedgruppe erschienen.
Als Quartett für zwei Tenöre und zwei Bässe komponierte Schubert zudem 1825 oder 1826 Ewige Liebe D. 825A (Am 27sten October 1814).
Das Libretto, das Schuberts Freund, der jüdische Arzt Dr. Jakob Bernhard 1824 für Schubert nach Schulzes Die bezauberte Rose verfasste, ist verschollen. Erhalten geblieben und bis ins 20. Jahrhundert hinein erfolgreich war dagegen Joseph Maria Wolframs Oper Maja und Alpino oder die bezauberte Rose von 1826 nach demselben Stoff. Auch Friedrich Wilhelm Makulls gleichnamige Oper von 1843 basiert auf Schulzes romantischem Gedicht.
Weitere Vertonungen Schulze'scher Gedichte stammen beispielsweise von Emilie Zumsteeg (1796–1857), Benedict Randhartinger (1802–1893), Josephine Lang (1815–1880).
Georg V. von Hannover (1819–1878) schuf
- - 12 vierstimmige Gesänge nach Texten von Ernst Schulze, 1838 in zwei Heften in der Hofmusikalienhandlung in Hannover erschienen;[23]
  - 37 Sololieder mit Klavierbegleitung, 23 Männerchöre, 1 Männerchor mit Soloquartett und 1 Männerchor mit Klavierbegleitung nach Schulze'schen Texten[20]

## Schulzestraße
Die Schulzestraße Ecke Welfenstraße im Heese-Gebiet der Stadt Celle war ursprünglich nur nach dem Celler Bürgermeister benannt. Anfang November 2016 wurde das bisherige erläuternde Straßen-Zusatzschild durch ein neues ersetzt. Auf der Legendentafel finden sich nun Hinweise auf beide Namensgeber; den von 1797 bis 1820 amtierenden Bürgermeister „Dr. Ernst Friedrich Wilhelm Schulze“, ergänzt um „dessen Sohn Ernst Schulze, 1789–1817, bedeutender Dichter der Romantik“. Die von der Celler Stadtverwaltung neu angebrachte Tafel wurde mit einer als Ehrung verstandenen Lesung von Schülern des Gymnasiums Ernestinum vorgestellt, an der unter anderem Lothar Haas, Vorsitzender der neu gegründeten Ernst-Schulze-Gesellschaft teilnahm. Der Dichter Schulze war seinerzeit Schüler der Lateinschule, dem heutigen Ernestinum.